# Siti archeologici dell'isola di Meroe
Il patrimonio Siti archeologici dell'isola di Meroe comprende quattro siti archeologici posti tra il fiume Nilo ed l'Atbara, che furono il centro del regno di Kush, una delle maggiori potenze tra l'VIII secolo a.C. ed il IV secolo d.C..
Fanno parte del patrimonio Meroe, la antica capitale del regno di Kush, Naqa, antico centro religioso e il sito di Musawwarat es Sufra.

## Elenco dei siti[1]
| Serial ID Number | Nome e località     | Coordinate            | Area (Ha) | Zona di cuscinetto (Ha) |
| ---------------- | ------------------- | --------------------- | --------- | ----------------------- |
| 1336-001         | Meroe 1             | 16°56′00″N 33°43′00″E | 612,551   | 1718,031                |
| 1336-002         | Meroe 2             | 16°56′00″N 33°45′00″E | 674,904   | 1718,031                |
| 1336-003         | Musawwarat es-Sufra | 16°25′00″N 33°20′00″E | 836,57    | 2653,64                 |
| 1336-004         | Naqa                | 16°16′15″N 33°16′45″E | 231,852   | 9509,92                 |